# Ischyrhiza
Ischyrhiza è un genere estinto di pesci catilaginei appartenente agli Sclerorhynchoidei vissuto durante il Cretaceo superiore (dal Cenomaniano al Maastrichtiano). È noto per il suo caratteristico rostro dentellato, simile a quello dei moderni pesci sega.

## Descrizione
Ischyrhiza mira, la specie meglio conosciuta, possedeva circa 16–17 spine funzionali su ciascun lato del rostro, accompagnate da un numero simile di spine di ricambio. Le spine anteriori erano alte ed erette, mentre quelle posteriori erano più piccole. Il rostro era inoltre coperto da piccoli denticoli dermici "a cappello", mentre il dorso presentava grandi denticoli dermici spinosi, caratteristici di razze bentoniche lente.
L'analisi vertebrale di I. mira indica una lunghezza alla nascita di circa 0,5 metri, un'età stimata di 12,4 anni per individui lunghi 190 cm, e una dimensione massima non superiore ai 3 metri.

## Classificazione
Il genere Ischyrhiza venne istituito da Joseph Leidy nel 1856 sulla base di fossili ritrovati in New Jersey.
Per lungo tempo Ischyrhiza è stato classificato nella famiglia Sclerorhynchidae, insieme ad altre forme simili ai pesci sega. Tuttavia, recenti studi filogenetici mostrerebbero che Ischyrhiza, Schizorhiza e Onchopristis formano un clade separato, più vicino alle moderne razze che agli attuali pesci sega, suggerendo che il sottordine Sclerorhynchoidei sia parafiletico.
Un altro studio indicherebbe invece un clado Sclerorhynchoidei monofiletico, con Ischyrhiza come forma derivata rispetto a Schizorhiza e sister taxon di Onchopristis; a loro volta, il clado comprendente Ischyrhiza e Onchopristis sarebbe il sister taxon  di tutti gli altri Sclerorhynchoidei.

### Specie e distribuzione
Tra le specie assegnate a questo genere si annoverano la specie tipo Ischyrhiza mira (Leidy, 1856), Ischyrhiza antiquus,Ischyrhiza avonicola (Estes, 1964), Ischyrhiza marrocanus, Ischyrhiza stromeri, Ischyrhiza texana (Cappetta & Case, 1975), Ischyrhiza serra (Nessov, 1997), Ischyrhiza nigeriensis (Tabaste, 1963), Ischyrhiza hartenbergeri (Cappetta, 1975), Ischyrhiza germaniae (Weiler & Albers, 1964), Ischyrhiza viaudi (Cappetta, 1981), Ischyrhiza radiata (Clark, 1895). I fossili di Ischyrhiza sono stati rinvenuti in molte regioni del mondo, tra cui: Canada, Stati Uniti (Tennessee, Alabama, Wyoming), Messico (Formazione di Aguja), Uzbekistan (Formazione di Bissekty), Giappone (Formazione di Tamayama), Niger (Formazione di Dukamaje), Bolivia (Formazione di El Molino), Cile (Formazione di Quiriquina), Perù (Formazione di Chota).

## Paleobiologia
Ischyrhiza era probabilmente un predatore bentonico lento, che viveva nei fondali marini o in ambienti costieri. Il rostro armato di spine veniva usato per scandagliare il sedimento in cerca di prede come piccoli pesci o invertebrati. I grandi denticoli dermici dorsali indicano uno stile di vita più protetto contro predatori, simile a quello delle moderne razze bentoniche.
La maturazione sessuale avveniva più precocemente rispetto agli attuali pesci sega, con uno sviluppo più rapido del rostro durante la crescita.

## Paleoecologia
La presenza di denticoli dermici grandi e robusti, combinata con una morfologia corporea tozza, suggerisce che Ischyrhiza fosse adattato a una vita prevalentemente bentonica, trascorsa principalmente sui fondali sabbiosi o fangosi. Probabilmente si nutriva agitando il rostro nel substrato per scovare prede.